# Хемлок Гроув
Хемлок Гроув (енгл. Hemlock Grove) америчка је хорор телевизијска серија коју је створио Брајан Макгриви за Netflix. Темељи се на истоименом роману из 2019. који је написао Макгриви. Глумачку поставу предводе Фамке Јансен, Бил Скарсгорд и Ландон Либоарон.

## Радња
Серија приказује чудне догађаје у Хемлок Гроуву, измишљеном граду у Пенсилванији. Роман Годфри, наследник богате породице Годфри, спријатељује се са новопридошлим становником града, Питером Руманчеком. Недавна брутална убиства у граду покрећу гласине, а њих двојица раде заједно како би расветлили случај, док истовремено крију своје мрачне тајне.

## Улоге
| Глумац            | Улога            |
| ----------------- | ---------------- |
| Фамке Јансен      | Оливија Годфри   |
| Бил Скарсгорд     | Роман Годфри     |
| Ландон Либоарон   | Питер Руманчек   |
| Пенелопи Мичел    | Лита Годфри      |
| Фреја Тингли      | Кристина Вендал  |
| Канијетијо Хорн   | Дестини Руманчек |
| Џоел де ла Фуенте | др Џохан Прајс   |
| Дугреј Скот       | др Норман Годфри |
| Никол Болвин      | Шели Годфри      |
| Мадлен Мартин     | Шели Годфри      |
| Камиј де Пази     | Ани Аршамбо      |

## Епизоде
| Сезона | Сезона | Епизоде | Епизоде | Оригинална објава | Оригинална објава |
| ------ | ------ | ------- | ------- | ----------------- | ----------------- |
|        | 1.     | 13      | 13      | 19. април 2013.   | 19. април 2013.   |
|        | 2.     | 10      | 10      | 11. јул 2014.     | 11. јул 2014.     |
|        | 3.     | 10      | 10      | 23. октобар 2015. | 23. октобар 2015. |